# Ромос (комуна)
Ромос (рум. Romos) — комуна у повіті Хунедоара в Румунії. До складу комуни входять такі села (дані про населення за 2002 рік):
- Вайдей (681 особа)
- Пішкінць (235 осіб)
- Ромос (1160 осіб) — адміністративний центр комуни
- Ромошел (612 осіб)
- Чунгу-Маре (167 осіб)

Комуна розташована на відстані 270 км на північний захід від Бухареста, 28 км на схід від Деви, 107 км на південь від Клуж-Напоки.

## Населення
За даними перепису населення 2002 року у комуні проживали 2855 осіб.
Національний склад населення комуни:
| Національність | Кількість осіб | Відсоток |
| -------------- | -------------- | -------- |
| румуни         | 2734           | 95,8%    |
| цигани         | 80             | 2,8%     |
| німці          | 26             | 0,9%     |
| угорці         | 8              | 0,3%     |
| українці       | 2              | 0,1%     |

Рідною мовою назвали:
| Мова      | Кількість осіб | Відсоток |
| --------- | -------------- | -------- |
| румунська | 2825           | 98,9%    |
| німецька  | 20             | 0,7%     |
| угорська  | 5              | 0,2%     |

Склад населення комуни за віросповіданням:
| Релігія                                       | Кількість осіб | Відсоток |
| --------------------------------------------- | -------------- | -------- |
| православні                                   | 2338           | 81,9%    |
| п'ятдесятники                                 | 233            | 8,2%     |
| греко-католики                                | 136            | 4,8%     |
| не релігійні                                  | 57             | 2,0%     |
| лютерани (Синодально-пресвітеріанська церква) | 29             | 1,0%     |
| баптисти                                      | 11             | 0,4%     |
| римо-католики                                 | 7              | 0,2%     |
| реформати                                     | 5              | 0,2%     |
| бретрени                                      | 5              | 0,2%     |
| атеїсти                                       | 2              | 0,1%     |